# Centre d'investigation clinique Cochin-Pasteur
Le centre d'investigation clinique en vaccinologie Cochin-Pasteur (CIC 1417) est un laboratoire de recherche d'Université Paris-Cité et de l'Inserm, situé sur le site de l'hôpital Cochin à Paris. Fondé en 2005 sous le nom de Centre d’Essais Vaccinaux, il est le seul centre d'investigation clinique français dédié exclusivement au vaccin.
C'est une centre d'investigation clinique d'Université Paris-Cité, l'Inserm, de l'Institut Pasteur et du groupe hospitalo-universitaire AP-HP centre université de Paris,.

## Historique
Fondé et labellisé par l'Inserm en 2005 sous le nom de Centre d'essais vaccinaux de l'hôpital Cochin, le CIC 1417 Cochin-Pasteur est créé le 17 mars 2006 par l'Institut Pasteur, l'hôpital Cochin et l'Inserm. Il a été évalué et renouvelé en 2013 par l’AERES.
Le 18 décembre 2020, Ose Immunotherapeutics, une société nantaise de biotechnologie, annonce avoir « obtenu un financement de 5,2 millions d’euros de l’État par le biais de Bpifrance », pour son programme de développement de CoVepiT, « son vaccin multi-cibles de deuxième génération contre le Covid-19. […] Un essai clinique de phase I-II, donc sur un petit nombre de patients, doit démarrer début 2021 » en partenariat avec l’hôpital européen Georges-Pompidou et le Centre d’investigation clinique Cochin-Pasteur d'Université Paris-Cité et de l'Inserm,.

### Identité visuelle (logo)

Logo

## Accès
Le site est accessible par la ligne 6 à la station Saint-Jacques et par la ligne B du RER à la gare de Port-Royal.